# Lista över gymnasieskolor i Göteborg

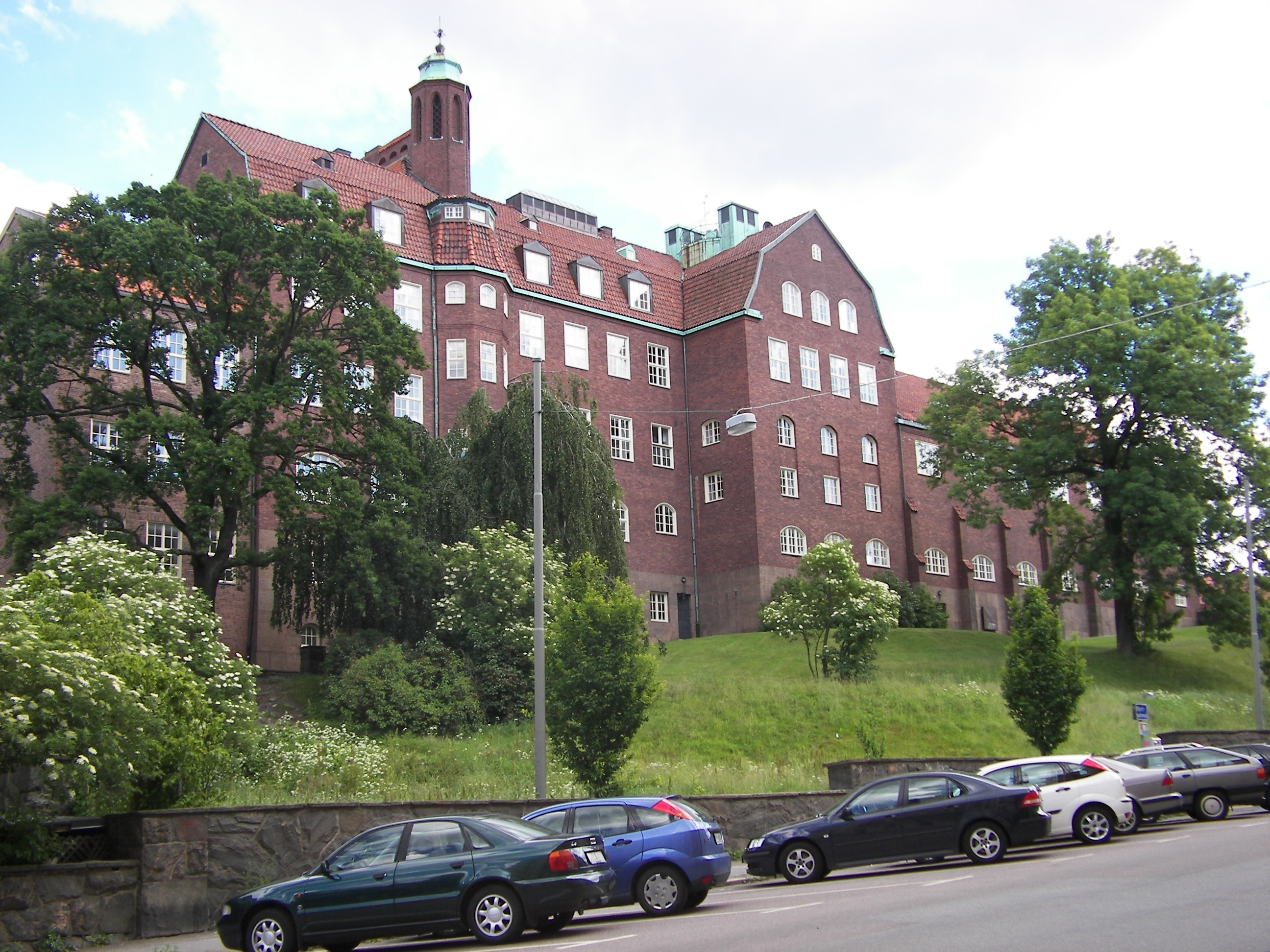
Hvitfeldtska gymnasiet

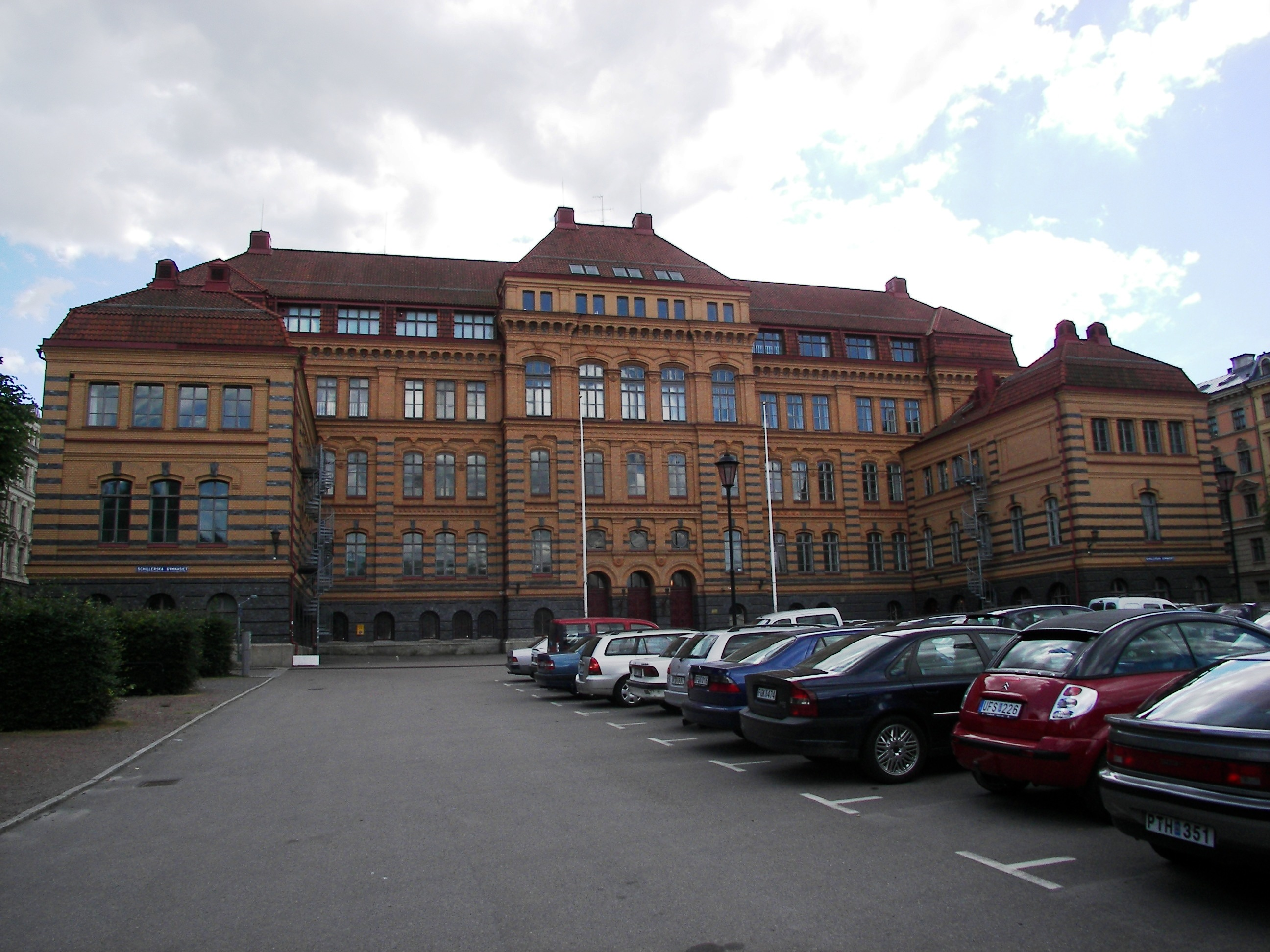
Schillerska gymnasiet

Detta är en lista över gymnasieskolor i Göteborg

## Gymnasieskolor
- Aniaragymnasiet
- Angeredsgymnasiet
- Bräckegymnasiet
- Burgårdens utbildningscentrum
- Donnergymnasiet
- Drottning Blankas gymnasium
- Engelska gymnasiet
- Ester Mosessons gymnasium
- Frölundagymnasiet
- Göteborgs högre samskola
- GTI
- Göteborgs Fria Waldorfgymnasium
- Hvitfeldtska gymnasiet
- International it college of Sweden
- IHGR
- Ingrid Segerstetds Gymnasium
- Katrinelundsgymnasiet
- Kitas gymnasium
- KLARA Teoretiska Gymnasium Göteborg Postgatan
- KLARA Teoretiska Gymnasium Göteborg Vallgatan
- Kunskapsgymnasiet
- Mikael Elias Gymnasium
- Munkebäcksgymnasiet
- NTI Gymnasiet Johanneberg (f. d. IT-Gymnasiet)
- NTI Gymnasiet Kronhus
- NTI Mediegymnasiet
- Plusgymnasiet
- Polhemsgymnasiet
- Schillerska gymnasiet

- Sigrid Rudebecks gymnasium
- Sjölins Gymnasium Göteborg
- Slottsbergsgymnasiet
- Thoren Innovation School
- Turismgymnasiet
- Yrkestekniskt centrum (YTC) (fd Lindholmens gymnasium)
- Vingagymnasiet
- Vittra i Vasastan

## Gymnasieskolor i kranskommunerna
- Lerums Gymnasium
- FFG Mölndal, Krokslättsgymnasiet och Fässbergsgymnasiet i Mölndal
- Hulebäcksgymnasiet i Mölnlycke, Härryda